# Liste des résolutions du Conseil de sécurité des Nations unies adoptées en 1947
Les résolutions du Conseil de sécurité des Nations unies sont les décisions qui sont votées par le Conseil de sécurité des Nations unies.
Une telle résolution est acceptée si au moins neuf des quinze membres (depuis le 17 décembre 1963, 11 membres avant cette date) votent en sa faveur et si aucun des membres permanents qui sont la Chine, les États-Unis, la France, le Royaume-Uni et l'Union soviétique (la Russie depuis 1991) n'émet de vote contre (qui est désigné couramment comme un veto).

## Résolutions 16 à 37
- Résolution 16 : territoire libre de Trieste (adoptée le 10 janvier 1947 lors de la 91e séance)[1].
- Résolution 17 : la question grecque (adoptée le 10 février 1947 lors de la 101e séance)[2].
- Résolution 18 : armements: réglementation et réduction (adoptée le 13 février 1947 lors de la 105e séance)[3].
- Résolution 19 : incidents survenus dans le détroit de Corfou (adoptée le 27 février 1947 lors de la 114e séance)[4].
- Résolution 20 : énergie atomique: contrôle international (adoptée le 10 mars 1947 lors de la 117e séance)[5].
- Résolution 21 : tutelle des zones stratégiques (adoptée le 2 avril 1947 lors de la 124e séance).
- Résolution 22 : incidents survenus dans le détroit de Corfou (adoptée le 9 avril 1947 lors de la 127e séance).
- Résolution 23 : la question grecque (18 avril 1947 lors de la 131e séance).
- Résolution 24 : admission de nouveaux membres: Hongrie (adoptée le 30 avril 1947 lors de la 132e séance).
- Résolution 25 : admission de nouveaux membres : Italie (adoptée le 23 mai 1947 lors de la 137e séance).
- Résolution 26 : procédure (adoptée le 4 juin 1947 lors de la 138e séance).
- Résolution 27 : la question indonésienne (adoptée le 1er août 1947 lors de la 173e séance).
- Résolution 28 : la question grecque (adoptée le 6 août 1947 lors de la 177e séance).
- Résolution 29 : admission de nouveaux membres : Yémen et Pakistan (adoptée le 12 août 1947 lors de la 190e séance).
- Résolution 30 : la question indonésienne (adoptée le 25 août 1947 lors de la 194e séance).
- Résolution 31 : la question indonésienne (adoptée le 25 août 1947 lors de la 194e séance).
- Résolution 32 : la question indonésienne (adoptée le 26 août 1947 lors de la 195e séance).
- Résolution 33 : procédure (27 août 1947 lors de la 197e séance).
- Résolution 34 : la question grecque (15 septembre 1947 lors de la 202e séance).
- Résolution 35 : la question indonésienne (adoptée le 3 octobre 1947 lors de la 207e séance).
- Résolution 36 : la question indonésienne (adoptée le 1er novembre 1947 lors de la 219e séance).
- Résolution 37 : procédure (adoptée le 9 décembre 1947 lors de la 222e séance).